# Hwang In-suk
Hwang In-suk (hangeul : 황인숙), née le 21 décembre 1958 à Séoul, est une poète moderniste sud-coréenne.

## Biographie
Hwang In-suk est née le 21 décembre 1958 à Séoul en Corée du Sud. Elle commence sa carrière littéraire en 1984 avec le poème Je naîtrai en tant que chat (Naneun goyang-iro tae-eonarira). Hwang s'intéresse particulièrement à ceux qui vivent en marge de la société, tout en ayant un intérêt particulier pour la vie des chats errants. Elle a ainsi affirmé dans une interview nourrir les chats de son voisinage en laissant des assiettes de nourriture ou du lait. Même si elle ne voit jamais ces chats, elle affirme que voir ces assiettes vidées lui apporte une certaine satisfaction.
Ses amis ont surnommé Hwang la poétesse « aux quatre possessions », et « aux quatre non-possessions ». Ses quatre possessions sont la maison, l'argent, le mari et les enfants, ses quatre non possessions sont la poésie, les amis, un caractère non possessif, et une générosité de cœur.
En 2004, elle est récompensée du prix Kim Soo-young pour Une promenade dans les évidences (Jamyeonghan sanchaek).

## Œuvre
L'Institut coréen de traduction littéraire (LTI of Korea) présente son travail de cette manière :
Comme on peut le percevoir dans cette citation « Un voisinage sans chats errants est un voisinage vide d'âmes humaines » (extrait du roman S'occuper des chats), la poète insiste sur le fait de bien observerson entourage direct et de s'en occuper, en tendant la main aux pauvres, aux exclus, pour leur apporter des lueurs d'espoir. Ainsi, la notion de solitude occupe une part importante dans ses poèmes. Selon Hwang, c'est cette maladie incurable qu'est la solitude qui plonge les gens dans le chagrin. Elle affirme ainsi que la solitude n'est pas une chose aisée à surmonter. Elles évoque en ce sens les formes d'espoir qui se cachent autour de nous. Elle affirme ainsi « Revenons à la beauté du langage, à la chaleur du langage, à la douceur du langage : si nous pouvons y parvenir, alors nous nous éveillerons à la beauté de la vie, à la douceur de la vie, à la chaleur de la vie ».
Hwang est une auteure prolifique avec plus de 13 recueils de poésies publiés depuis 1988.